# Újságíró Almanach
Újságíró Almanach – Az Erdélyi és Bánsági Népkisebbségi Újságírók Központi Szervezetének 1927-ben, majd 1930-ban megjelent kiadványa. Az elsőt Kuncz Aladár szerkesztette, a második szerkesztőjének neve nem szerepel a kötetben. Később az 1990-es években három újságírói évkönyv jelent meg.

## A romániai magyar újságírók szervezete

### 1920-as évek
A kiadóként feltüntetett újságírói szervezet mint érdekvédelmi szervezet alakult. Kezdeményezése Székely János, a kolozsvári Consum c. közgazdasági szaklap szerkesztője nevéhez fűződik. 1920-ban jött létre s alakuló gyűlésén Sulik Kálmánt választotta elnökének, akit az 1925-ös kongresszuson megválasztott Paál Árpád, majd Krenner Miklós, 1932-től Sárkány Gábor, a Temeswarer Zeitung szerkesztője követett. Alelnöke előbb Kádár Imre, majd Zágoni István, 1932-től Ligeti Ernő volt, ugyanekkor Demeter Bélát választották a Szervezet főtitkárává. A Keleti Újság élére került Weiss Sándor kezdeményezésére kollektív szerződéssel szavatolta tagjainak jogait az őket foglalkoztató lapokkal szemben, gondoskodott a pályára kerültek szakmai képesítéséről. Tagjai számára vasúti szabadjegyet biztosított, újságíróbálokat szervezett, amelyeknek jövedelmét a nehéz anyagi helyzetbe került kollégák megsegítésére fordította. Kolozsváron, Nagyváradon, Aradon, később Brassóban, Nagybányán és Marosvásárhelyen klubhelyiségeket tartott fenn, s felmerült egy újságírói szanatórium, valamint egy Gyilkos-tói üdülő létesítése is (ez utóbbira a gyergyószentmiklósi közbirtokosság ajánlott ingyen telket), amely helyett végül is Tusnádon sikerült létrehozni saját üdülőotthont.
Már 1927-ben tagozatai működtek Aradon, Brassóban, Kolozsváron, Marosvásárhelyen, Szatmárnémetiben, Temesváron. Az első időszakban évente rendeztek kongresszust: Aradon, Brassóban, Marosvásárhelyen, Nagyváradon, Szatmárnémetiben, Temesváron, s ezeken a román kormány és a román újságírói társadalom több kiemelkedő képviselője (Constantin Mille, Costa Foru, Anton Bacalbaşa, Victor Eftimiu) is jelen volt. Az újságíró-pálya anyagi biztonsága mellett a szervezet biztosította a szakmai cselekvés-egységet és a politikai védelmet is, aminek különös jelentősége volt nemzetiségi ügyekben, a sajtószabadságot célba vevő támadások esetén.

### 1930-as évek
Az 1930-as években, a jobboldali erők előretörésével párhuzamosan a magyar újságírói társadalommal szemben is elkezdődtek a megszorítások: a kolozsvári kongresszust sovén csoportok támadása zavarta meg, megszaporodtak a sajtóperek, fokozatosan megvonták az újságíróknak járó szabadjegyet. A kisebbségi újságírói társadalom egységét a román pártok által megvásárolt s általuk magyar nyelven kiadott lapok szerkesztőinek (Ferenczy György, Fényes Samu) nagyhangú lojalitásával próbálták megbontani. Az újságírói szervezet fegyelmi eljárása a „szennysajtó” (Ligeti Ernő) képviselői ellen újabb támadásokra szolgáltatott alkalmat. Az 1930-as évek vége felé, különösen a királyi diktatúra bevezetése után, a szervezet és a kisebbségi újságírás helyzete teljesen ellehetetlenült.

### 1990-es évek
A Magyar Újságírók Romániai Egyesülete (MÚRE) megalakulása (1993) után elindította kiadványát, az Újságíró évkönyvet, amelynek összesen három kötete jelent meg, 1995-ben, 1997-ben és 1999-ben. Az első kettőt Szabó Zsolt, az utolsót Ágoston Hugó és Ambrus Attila szerkesztette.
Az évkönyvek egyik részét a sajtóhoz kapcsolódó cikkek, tanulmányok töltik ki (az 1999-es kötetben bő válogatás a „nagy elődök publicisztikájá”-ból Kőváry Lászlótól Bajor Andorig). Az 1995-ös évkönyv Adattár rovatában A nagyváradi Ady Endre Sajtókollégium dokumentumai c. összeállítás és Kuszálik Péter Romániai magyar időszaki kiadványok c. repertóriuma, az 1997-esben az egyházi sajtóról rendezett konferencián és a Spectator-emlékülésen elhangzott előadások olvashatók. Emellett több írás veszi számba az újságíróképzés helyzetét, illetve az elektronikus sajtó problémáit.
Az évkönyvek mindegyikében közlik a romániai magyar sajtóélet eseményeinek kronológiáját (Gáspár Sándor és Simó Ágnes összeállításában), a nyomtatott és elektronikus sajtó és a diáklapok jegyzékét, valamint egy közhasznú címtárat; az 1997-es és 1999-es évkönyvben az Egyesület által 1994–1998 között díjazottak névsorát.